# 미엘린
미엘린(영어: myelin) 혹은 수초(髓鞘), 말이집은 주로 뉴런을 여러 겹으로 둘러싸고 있는 절연체이다.
말초신경에서는 슈반세포가, 중추신경에서는 희소 돌기 아교 세포가 수초를 형성한다.
말이집은 1미터 가까이 되는 길이의 축삭 돌기를 최대한 빨리 거쳐 신호를 전달하게 해준다. 이때, 수초가 있는 신경을 유수 신경(A 신경, 말이집 신경), 없는 신경을 무수신경(C 신경, 민말이집 신경)이라고 한다.

## 같이 보기
- 신경 세포(뉴런)
- 연접(시냅스)
- 로렌조 오일
- 마이얼린 프로젝트(영어판)